# 岩手町

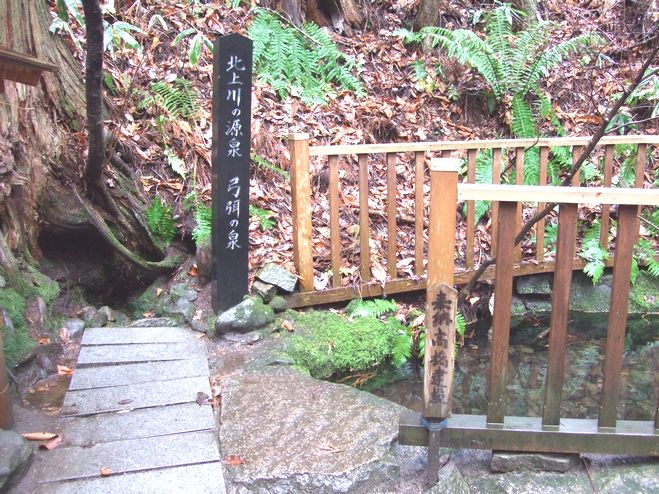
新通法寺（正覺院）境內的弓弭之泉，為北上川之源頭

岩手町（日语：／ Iwate machi */?）是位於日本岩手縣北部的町，隸屬於岩手郡。轄區被被北上山地和奧羽山脈包圍，北上川流經町内並往南流，北緯40度則穿越境內的御堂車站上方。當地人口則集中在沼宮内地區。岩手町在明治初期作為奧州街道沿途的宿場町而發展。而自1970年作為國民體育大會曲棍球競技的比賽場地後，曲棍球在當地已經成為十分盛行的運動。

## 地理
岩手町境內約75%的面積被山林覆蓋。西部為南北走向的奧羽山脈，東部則坐落著北上山地，其中西北部至東部地區的海拔約在450至900公尺之間。而北上川及其支流一方井川皆流經境內。

### 氣候
由於岩手町位在北上山地和奧羽山脈之間，因此氣溫變化較大。當地山岳地帶的年均溫約為6℃至8℃，其他地帶的年均溫則約10℃。南部地區的降雨量較少，西部地區的年降雨量則約200毫米。

## 歷史
岩手町自繩紋時代便有人類居住，境內發掘出許多同時代以及奈良和平安時代的遺跡，如屬於奈良時代末期的浮島古墳群。延曆22年（803年）坂上田村麻呂征服蝦夷後，當地開始受到都城中央文化的影響。天喜5年（1057年）在前九年之役中行軍的源賴義和源義家的軍隊遇上難以忍耐的酷暑。向觀音祈求的源義家手持弓弩刺入岩石，而刺入的地方湧出泉水。這處被稱為「弓弭之泉」的泉水據說就是北上川的源頭。
岩手地區在中世紀時由安倍氏統治，至江戶時代則成為南部氏的領地。明治初期，岩手地區作為奧州街道沿途的宿場町而繁榮。明治22年（1889年），日本在當地實施町村制，並設置沼宮内町、御堂村、 一方井村與川口村。昭和30年（1955年）7月21日，沼宮内町、御堂村、 一方井村與川口村合併成現今的岩手町。
2011年3月11日的東日本大震災在岩手町引發震度5弱的地震，並造成1棟房屋損毀。

## 行政
現任町長佐佐木光司於2022年5月在選舉中成功連任，其任期將持續至2026年5月。

## 經濟
根據日本2015年的國勢調查統計，葛卷町的就業人口中有26.9%從事第一級產業，26.2%的就業人口從事第二級產業，其餘的46.9%則從事第三級產業。當地的重點產業為農業、畜牧業等第一級產業，其中高麗菜的產量在縣內名列前茅。根據2017年的統計，岩手町的農業生產總額在岩手縣内位居第七名，蔬菜生產總額則位居縣內第一。

## 教育
岩手町内共有3所小學校、3所中學校與1所高等學校（岩手縣立沼宮内高等學校）。根據2020年5月的統計，境內的小學校共有470名學生，中學校則共有302名學生。

## 交通
國道4號、JR東日本的東北新幹線和IGR岩手銀河鐵道的岩手銀河鐵道線皆以南北走向穿越岩手町，連結盛岡市的國道281號則由東往南通過境內。鐵路方面，岩手沼宮内車站為東北新幹線和岩手銀河鐵道線共構的車站，岩手銀河鐵道線則在町内他處另設御堂站和岩手川口站。

## 外部連結
- 维基共享资源上的相關多媒體資源：岩手町
- 官方网站 （日語）